# Битва на Керченському півострові
Битва на Керченському півострові — битва німецько-радянської війни між німецько-румунською 11-ю армією Еріха фон Манштейна та військами радянського Кримського фронту, що почалася 26 грудня 1941 року з Керченсько-Феодосійської десантної операції та завершилася німецькою операцією «Полювання на дрохв» (нім. Unternehmen Trappenjagd). На початку метою морської десантної операції двох радянських армій було прорвати облогу Севастополя. Війська країн Осі спершу стримували радянський плацдарм протягом усієї зими та з повітря переривали його морські лінії постачання за допомогою повітряних бомбардувань. Із січня по квітень Кримський фронт неодноразово проводив наступальні операції проти 11-ї армії, які завершилися невдачею з великими втратами. Червона Армія втратила під час атак 352 000 бійців, а втрати країн Осі становили 24 120 осіб. До радянської поразки значною мірою спричинилася вища вогнева міць німецької артилерії.
8 травня 1942 року країни Осі здійснили великий контрнаступ під кодовою назвою «Полювання на дрохв», який завершився приблизно 19 травня 1942 року ліквідацією радянських оборонців. Манштейн використав значне зосередження авіації, важкоозброєні піхотні дивізії, сконцентровані артилерійські обстріли та атаки морських десантників, таким чином прорвавши радянський фронт у його південній частині за 210 хвилин, після чого повернув на північ свою 22-гу танкову дивізію, оточивши 10 травня радянську 51-шу армію і знищивши її 11 травня. Залишки 44-ї та 47-ї армій переслідувалися до Керчі, де до 19 травня німецька авіація та артилерія придушила останні осередки організованого радянського опору. Вирішальним елементом німецької перемоги стала кампанія авіаційних ударів по Кримському фронту 800 літаками 8-го повітряного корпусу Вольфрама фон Ріхтгофена, які на підтримку «Полювання на дрохв» робили в середньому 1500 бойових вильотів на день, постійно атакуючи радянські польові позиції, бронетанкові підрозділи, військові колони, кораблі медичної евакуації, аеродроми та лінії постачання. Німецькі бомбардувальники скинули до 6000 протипіхотних касетних боєприпасів SD-2 (Butterfly Bomb), знищивши маси радянських піхотинців, які втікали.
Численніша 11-та армія Манштейна зазнала 7588 бойових втрат, тоді як Кримський фронт втратив 176 566 осіб, 258 танків, 1133 артилерійських установок і 315 літаків у трьох арміях, які складалися з 21 дивізії. Загальні радянські втрати під час п'ятимісячної битви сягнули 570 000 осіб, тоді як втрати Осі становили 38 000. «Полювання на дрохв» була однією з битв, які безпосередньо передували німецькому літньому наступу. Її успішне завершення дозволило країнам Осі зосередити свої сили на Севастополі, який було завойовано протягом шести тижнів. Керченський півострів німецькі війська використали як трамплін для подолання Керченської протоки 2 вересня 1942 року у своєму пориві захопити нафтові родовища Кавказу.